# Blueberry Hill (film, 1989)
Pour les articles homonymes, voir Blueberry Hill (homonymie).
Pour plus de détails, voir Fiche technique et Distribution.
Blueberry Hill est un film belge de 1989 réalisé par Robbe De Hert.

## Synopsis
En 1959, la télévision fait ses premiers pas dans la conquête du monde, James Dean est l'idole du moment, Laïka devient le premier chien dans l'espace, à Bruxelles on parle toujours de "L'Expo" et, dans un autre endroit de Belgique, les élèves de la classe de 5e technique préparent déjà les grandes vacances.
Parce que le secrétaire de l'école est enragé à cause du comportement peu catholique de ses protégés, tout laisse prévoir que les examens pourraient être plus difficiles que jamais. Robin, 17 ans, a d'autres ennuis : sa petite amie Cathy est de retour en ville. Aux premières tentatives pour relier les liens de jadis, se développe une passion profonde et mutuelle.
La 5e technique, lasse des vexations du secrétaire, s'engage sur le chemin de la guerre. Les garçons fracturent les locaux de l'école pour mettre la main sur les questions d'examen. Ce qui commence par un fait banal finira par un drame quand le secrétaire surprend le petit Eddy sur les lieux. La classe technique, sous le commandement de Robin, prépare l'ultime confrontation avec le secrétaire.

## Fiche technique
- Titre : Blueberry Hill
- Musique : Jan Leyers
- Pays de production :  Belgique
- Genre : comédie dramatique
- Durée : 95'
- Date de sortie : 
  - Belgique : 1989

## Distribution
- Michael Pas
- Babette van Veen
- Myriam Mézières
- Frank Aendenboom
- Ronny Coutteure
- Franck Dingenen
- Bernard Faure
- Bernard Verheyden